# Pedro Avellaned
Pedro Avellaned (Zaragoza, Provincia de Zaragoza, 10 de octubre de 1936) es un fotógrafo español.

## Biografía
Cursó estudios de Bellas Artes en Zaragoza. Pronto demuestra sus dotes creativas y a los 24 años funda y dirige la compañía de teatro independiente Grupo 29, poniendo en escena obras de Ramón del Valle-Inclán, Federico García Lorca, Alfonso Sastre, Fernando Arrabal, Jean Cocteau, William Shakespeare y otros autores. En 1963 tiene los primeros contactos con el cine, La Gitana será el comienzo de su carrera cinematográfica. En 1970 comienza a interesarse por la fotografía. Trabaja en su propio estudio y posteriormente dedica su mayor actividad a la foto creativa, siendo sus primeras etapas en Zaragoza, Madrid, Segovia, Italia y Barcelona. Sus colecciones fotográficas se han exhibido en diversas ciudades europeas y americanas. Importantes son sus colaboraciones con diversos artistas como los pintores Paco Simón o Fernando Sinaga. La realización de innumerables catálogos, carteles y carpetas, en la que destaca la elaborada para la inauguración de las obras de restauración de la Aljafería de Zaragoza.

## Cronología
Funda y dirige el «Grupo 29» de teatro, representando más de cien obras de diversos autores (Valle-Inclán, Federico García Lorca, Alfonso Sastre, Fernando Arrabal, Eurípedes, W.Shakespeare, Eugène Ionesco, Jean Cocteau, Bertolt Brecht, etc.). Escenografía, montaje y dirección son algunos de los premios obtenidos durante este período. 
Realiza algunos filmes en pequeño formato (La gitana, Romeo y Julieta en los infiernos, Palabras a sangre y fuego y Tiempo de metal) con los que obtiene varios premios en festivales internacionales (mejor película, dirección y fotografía en color). 
Comienza a interesarse por la fotografía. Durante algún tiempo trabaja en su propio estudio y, posteriormente, dedica su mayor actividad a la foto creativa. 
Sus colecciones fotográficas Brujas, Cartas de amor, Canción de cuna, Retratos y Cósmica se han exhibido en diversas ciudades europeas y americanas. 
Profesor de fotografía en Taller Spectrum-Canon de Barcelona, Centre Internacional de la Fotografía de Barcelona y Taller Spectrum de Zaragoza. 
Ha impartido talleres especializados de retrato y collage en Zaragoza. Monasterio de Veruela, Pamplona, Tarazona, Córdoba, Huesca, Valencia, etc. 
Ha realizado la decoración de los artesonados de escaleras para la nueva sede de la Diputación General de Aragón. 
Colabora con el pintor Paco Simón en la instalación de éste en el desierto de Nagev (Israel) y posterior reinstalación de la obra en Gelsa (Zaragoza), con la colaboración de la embajada de ese país y el Gobierno de Aragón. 
Jacob Bañuelos (México) le incluye en su tesis doctoral sobre Sistemas de fotografía manipulada, 1993. 
Diseña la carpeta Aljafería y realiza un collage original para la inauguración de las obras de restauración y rehabilitación del Palacio de la Aljafería (Zaragoza), 1998. 
Viaja a Roma, seleccionado por el Gobierno de Aragón, para el proyecto «España en Roma, Roma en España», dirigido por el Instituto Cervantes de esa ciudad. Roma 2001. 